# رينولدز بييل
رينولدز بييل (بالإنجليزية: Reynolds Beal)‏ هو رسام أمريكي، ولد في 11 أكتوبر 1867 في نيويورك في الولايات المتحدة، وتوفي بنفس المكان في 18 ديسمبر 1951.

## وصلات خارجية
- رينولدز بييل على موقع أوليمبيديا (الإنجليزية)